# Аронсон, Григорий Яковлевич
Григорий Яковлевич Аронсон (28 июня 1887[…], Санкт-Петербург — 7 сентября 1968, Нью-Йорк, Нью-Йорк) — меньшевик, публицист и общественный деятель, мемуарист, поэт.

## Биография
Сын бухгалтера Гомельского отделения Средне-Азиатского банка Якова Львовича Аронсона. Мать — Ольга Гилелевна Каган — была двоюродной сестрой Д. Ха-Коэна и Р. Гиносар. Получив традиционное еврейское образование, в юношеском возрасте вступил в партию социал-демократов (большевиков), а в 1908 году — в Бунд. С 1909 года активный сотрудник ОРТа и Общества для распространения просвещения между евреями в России.
После революции 1917 года занимался активной меньшевистской и право-бундовской деятельностью. После разгрома Минской Думы немцами в июне 1918 переехал в Витебск, где 18 июля 1918 был арестован в связи с организацией конференции уполномоченных фабрик и заводов. Постановлением Президиума отдела контрразведки Витебской ЧК от 10 октября 1918 приговорён к заключению в концлагерь в качестве заложника. Отправлен в Москву, содержался в Бутырской тюрьме. По ходатайству Всероссийского Совета профсоюзов торгово-промышленных служащих постановлением Коллегии ВЧК от 25 октября 1918 освобождён на поруки. Вновь арестован в Витебске в 1921. Постановлением ВЧК от 21 февраля 1921 освобождён под подписку о невыезде с обязательной явкой по первому требованию ВЧК. Арестован 25 февраля 1921 в Москве в клубе «Вперёд». Содержался в Бутырской тюрьме, обвинялся в агитации против советской власти. В том же месяце с партией с.-д. (31 чел.) доставлен в Орловскую тюрьму, где находился по сентябрь 1921. Был выбран старостой. Провёл 9-дневную голодовку. Постановлением Президиума Верховного Суда от 14 декабря 1921 выслан в Туркестан на 1 год.
Получив разрешение выехать из СССР, в январе 1922 выехал в Ригу, 13 февраля 1922 прибыл в Берлин. С 1922 года жил в Германии и во Франции, с 1940 года — в США. Участвовал в деятельности меньшевиков в эмиграции.
Автор ряда трудов, в том числе один из авторов и редакторов двухтомной «Книги о русском еврействе».

## Семья
- Жена — Анна Яковлевна Каплан-Рубинштейн.
- Сестра — Генриетта Яковлевна Аронсон (1885—1965), социал-демократ, член Бунда, работник Наркомпроса, ответственный секретарь «Литературного современника»; была замужем за литературовдом И. И. Векслером. Племянник — Илья Захарович Серман, литературовед.
- Сестра — Мария Яковлевна Аронсон (1894—1980).

## Сочинения
- Аронсон Г. Я. На заре красного террора. — Берлин, 1929. — 239 с.
  - Переиздание: Аронсон Г. Я. На заре красного террора. ВЧК — Бутырки — Орловский централ / Предисл. Д. Д. Зелова. — М.: Кучково поле, 2017. — 256 с. — (Библиотека русской революции). — Тираж 1.000 экз.
- Аронсон Г. Я. Правда о власовцах. Проблемы новой эмиграции. Нью-Йорк, 1949.
- Аронсон Г. Я. В хаосе эмигрантской политики // Против течения. Сборник — New York: Waldon Press, 1952. — 100 с. — С. 15—26.
- Аронсон Г. Я. Рабочее движение в борьбе с большевистской диктатурой // Против течения. Сборник — New York: Waldon Press, 1952. — 100 с. — С. 66—77.
- Аронсон Г. Я. Революционная юность. Воспоминания. 1903—1917. Нью-Йорк, 1961.
- Аронсон Г. Я. Россия накануне революции. — Нью-Йорк, 1962.
- Аронсон Г. Я. Россия в эпоху революции: Исторические этюды и мемуары. Нью-Йорк, 1966.
- Аронсон Г. Я. К истории правого течения среди меньшевиков. // Меньшевики после Октябрьской революции. Сборник статей и воспоминаний Б. Николаевского, С. Волина, Г. Аронсона. Редактор-составитель Ю. Г. Фельштинский. — Chalidze Publications, 1990. — 292 с. — С. 175—289.

### Стихи
- Аронсон Г. Я. Лирика. — Петроград, 1916. — 95 с.
- Аронсон Г. Я. Мир издалека: лирич. стихотворения. — Берлин, 1923. — 64 с.